# Campiglossa gansuica
Campiglossa gansuica este o specie de muște din genul Campiglossa, familia Tephritidae. A fost descrisă pentru prima dată de Chen în anul 1938. Conform Catalogue of Life specia Campiglossa gansuica nu are subspecii cunoscute.